# Dan Rosenfield
Pour les articles homonymes, voir Rosenfield.
Daniel Robert Rosenfield, baron Rosenfield (né le 2 mai 1977), est un conseiller politique et fonctionnaire britannique qui est chef de cabinet de Downing Street de janvier 2021 à février 2022. Entre juillet 2007 et avril 2011, il est secrétaire privé principal des chanceliers Alistair Darling et George Osborne, puis directeur général de Bank of America Merrill Lynch.

## Jeunesse et éducation
Dan Rosenfield est né à Manchester le 2 mai 1977,, et fréquente la Manchester Grammar School de 1988 à 1995 où il étudie les mathématiques, le français et l'allemand au niveau A. Après l'école, il passe un an en Israël dans un kibboutz. La famille de Rosenfield part ensuite à Londres, où ils sont membres de la North Western Reform Synagogue. Il fréquente l'University College de Londres, où il étudie les études européennes modernes de 1996 à 2000, se spécialisant en allemand et en philosophie.

## Carrière
Rosenfield travaille au Trésor de 2000 à 2011. En 2005, il est en partie responsable de la création d'un budget pour les Jeux olympiques de Londres de 2012, après l'annonce que Londres a remporté la candidature.
De juillet 2007 à avril 2011, il travaille comme secrétaire privé principal des chanceliers Alistair Darling et George Osborne pendant la crise financière et ses conséquences.
Rosenfield quitte ensuite la fonction publique pour rejoindre Bank of America Merrill Lynch en tant que directeur général de la banque d'investissement de juin 2011 à mars 2016. En avril 2016, il devient associé chez Hakluyt &amp; Company, un cabinet de conseil en stratégie d'entreprise,.

### Chef de cabinet de Downing Street
Le 26 novembre 2020, il est nommé chef de cabinet de Downing Street et prend officiellement ses fonctions le 1er janvier 2021. Cela fait suite aux démissions des principaux conseillers de Boris Johnson, Lee Cain et Dominic Cummings, et la nomination d'Edward Lister au poste de chef de cabinet par intérim. Bien que Johnson n'ait pas officiellement nommé de chef de cabinet depuis qu'il est devenu Premier ministre en juillet 2019, Cummings était considéré comme le chef de cabinet de facto jusqu'à son départ.
En juillet 2021, le journal The Times rapporte que le style de Rosenfield est impopulaire parmi certains membres du personnel de Downing Street, dont Nikki da Costa, la directrice de la communication. Il est rapporté que Rosenfield ne présidait pas fréquemment les réunions du personnel de Downing Street, malgré son rôle de chef de cabinet, les laissant plutôt à son adjointe Simone Finn.
Rosenfield démissionne de son poste de chef de cabinet de Downing Street en février 2022 à la suite de la démission de Munira Mirza lors du scandale du Partygate,. Deux jours plus tard, Stephen Barclay est annoncé comme nouveau chef de cabinet aux côtés de Guto Harri comme nouveau directeur de la communication, en remplacement de Jack Doyle,.
Pour ses services, Rosenfield est nommé par Johnson à une pairie à vie dans les honneurs de démission du Premier ministre de 2022 et est créé baron Rosenfield, de Muswell Hill dans le London Borough of Haringey, le 13 juillet 2023.

### Autres postes
Avant de prendre ses fonctions à Downing Street, Rosenfield était depuis octobre 2016 président des administrateurs de World Jewish Relief, après avoir été administrateur depuis 2013,,. Rosenfield quitte ses fonctions de président en janvier 2021 et est remplacé par Maurice Helfgott. En 2022, The Telegraph rapporte que Rosenfield avait pris un poste chez Centrica.

## Vie privée
Rosenfield est marié à Jessica Brummer et a trois enfants : Rafi, Natasha et Benjamin. Son beau-père est Alex Brummer, journaliste au Daily Mail. Il est juif  et décrit le judaïsme comme étant « au centre de sa vie ».